# Rudolf von Bennigsen-Foerder (Manager)
Rudolf Christian von Bennigsen-Foerder (* 2. Juli 1926 in Berlin; † 28. Oktober 1989 in Düsseldorf) war ein deutscher Industriemanager und von 1971 bis zu seinem Tod Vorstandsvorsitzender der VEBA AG.

## Leben und Wirken

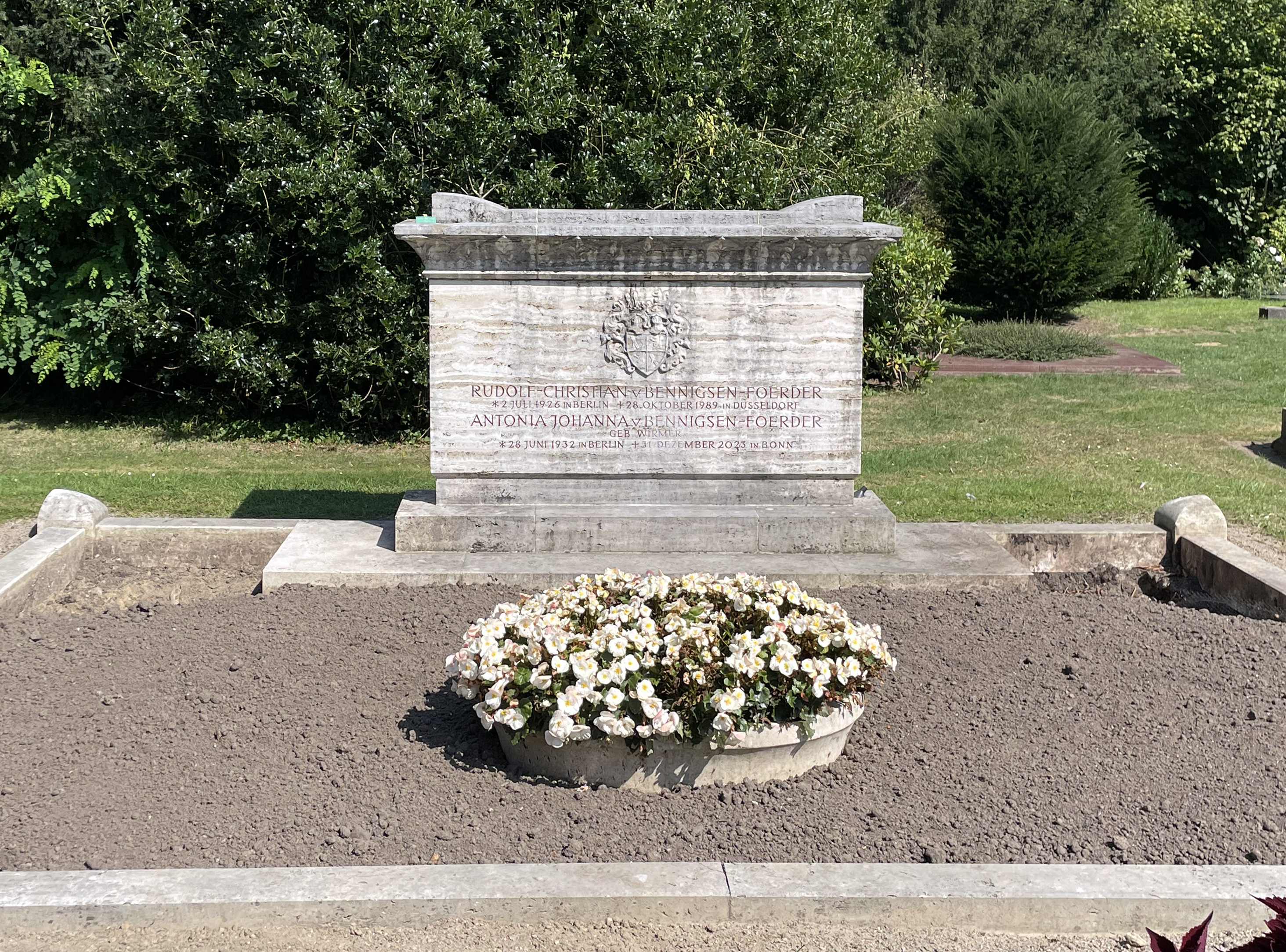
Grabstätte Rudolf-Christian und Antonia Johanna von Bennigsen-Foerder auf dem Millionenhügel des Nordfriedhof Düsseldorf

Rudolf von Bennigsen-Foerder entstammte einer Nebenlinie der alten hannöverschen Adelsfamilie von Bennigsen, die zahlreiche Juristen, Offiziere und Staatsbeamte (darunter den liberalen Politiker Rudolf von Bennigsen) hervorgebracht hatte. Sein Vater Rudolf Johann Alexander von Bennigsen-Foerder (* 1879 in Reinbek), der jüngste Sohn von Albert von Bennigsen-Foerder, war Rechtsanwalt und gehörte vor dem Zweiten Weltkrieg zeitweilig dem Direktorium der Firma Borsig in Berlin an. Großmütterlicherseits war er außerdem mit der preußischen Offiziersfamilie von Treskow verwandt.
Nach Kriegsdienst und Gefangenschaft studierte Bennigsen-Foerder ab 1947 Rechtswissenschaft in Erlangen und war dort unter anderem Vorsitzender des Allgemeinen Studentenausschusses (AStA). 1949/50 gehörte er zudem als 2. Vorsitzender dem Vorstand des Verbands Deutscher Studentenschaften (VDS) an.
In dieser Zeit wurde Bennigsen-Foerder noch als Student Mitarbeiter des damaligen Staatssekretärs im Bundesfinanzministerium, Alfred Hartmann, der den Aufsichtsratsvorsitz in mehreren großen bundeseigenen Gesellschaften innehatte, darunter der damals noch vollständig in Bundesbesitz befindlichen Vereinigten Elektrizitäts- und Bergwerks AG (VEBA). Nach dem Zweiten Staatsexamen 1957 wurde Bennigsen zunächst Referent für Bundesbeteiligungen im Bundesfinanzministerium und wechselte zwei Jahre später zusammen mit Hartmann zur VEBA. Ab 1965 Generalbevollmächtigter, wurde Bennigsen-Foerder 1969 in den Vorstand des Unternehmens berufen und schließlich 1971 Vorstandsvorsitzender. In dieser Funktion, die er bis zu seinem Tod 1989 innehatte und in der er für die Umstrukturierung und Privatisierung des einstigen Staatskonzerns VEBA verantwortlich war, wurde Bennigsen-Foerder zu einem der bekanntesten und einflussreichsten Manager der damaligen Bundesrepublik. Unter anderem war er persönliches Präsidiumsmitglied von BDI und BDA.
Bennigsen-Foerder beteiligte sich wiederholt und engagiert an wirtschafts- und umweltpolitischen Debatten. So appellierte er etwa im Streit um die Stilllegung des Hüttenwerkes Rheinhausen an die gesellschaftspolitische Verantwortung der Wirtschaft. Er prägte zudem den Begriff vom „dritten Produktionsfaktor Natur“, der ebenso entlohnt werden müsse wie Kapital und Arbeit. Nach der Nuklearkatastrophe von Tschernobyl setzte er sich für einen neuen energiepolitischen Konsens ein, in dem die Kernenergie als „Übergangstechnologie“ zumindest vorübergehend ihren Platz finden sollte, um die Kosten für die Verstromung der im internationalen Vergleich teuren deutschen Steinkohle verkraftbar zu machen. 
Im Streit um die Wiederaufarbeitungsanlage Wackersdorf schloss Bennigsen-Foerder im April 1989 gegen den Willen der damaligen Bundesregierung einen Vertrag mit Cogema zur Wiederaufarbeitung deutscher Brennelemente im französischen La Hague, auch weil die Aufarbeitung dort um zwei Drittel billiger als in Wackersdorf war. Er bereitete damit der Entscheidung gegen Wackersdorf den Weg. Bennigsen sah "die Belastung, die Wackersdorf für die weitere Nutzung der Atomenergie bedeutete" und räumte so den "Stolperstein Wackersdorf" kurz nach dem Tod des stärksten WAA-Befürworters Franz Josef Strauß aus dem Weg.
Am 18. Juni 1980 erhielt Bennigsen-Foerder das Exequatur als Honorargeneralkonsul des Königreichs Norwegen. Der Konsularbezirk umfasste die Länder Nordrhein-Westfalen und Rheinland-Pfalz.
Ende Oktober 1989 starb Rudolf von Bennigsen-Foerder überraschend an einer Lungenentzündung. Verheiratet war Bennigsen-Foerder mit Antonia Johanna, geborene Wirmer (1932–2023). Sie wurde an seiner Seite auf dem Nordfriedhof von Düsseldorf beerdigt.

## Ehrungen
- 1976: Großes Bundesverdienstkreuz der Bundesrepublik Deutschland
- 1980: Schwedischer Nordstern-Orden
- 1983: Kommandeurkreuz des norwegischen Sankt-Olav-Ordens
- 1986: Orden Francisco de Miranda der Republik Venezuela
- 1986: Dr.-Ing. E. h. der Universität Essen
- 1988: Großes Bundesverdienstkreuz mit Stern der Bundesrepublik Deutschland
- 1989: Verdienstorden des Landes Nordrhein-Westfalen[6]
- 1989: Karl-Arnold-Preis

## Stiftung und Wissenschaftspreis
Nach seinem Tod wurde 1989 die Rudolf v. Bennigsen-Foerder-Stiftung für Wissenschaft und Bildung im Stifterverband für die Deutsche Wissenschaft gegründet. Stiftungszweck ist die Förderung von Wissenschaft und Bildung auf dem Gebiet der Rechts- und Wirtschaftswissenschaften in den Ländern Berlin, Brandenburg, Mecklenburg-Vorpommern, Sachsen, Sachsen-Anhalt und Thüringen. So hat die Stiftung erhebliche Beiträge zur Ausstattung der rechtswissenschaftlichen Bibliotheken in Jena, Berlin, Greifswald, Halle und Frankfurt (Oder) geleistet, Lehraufträge in den Wirtschaftswissenschaften an der Humboldt-Universität zu Berlin und an der Universität Potsdam ermöglicht sowie eine Stiftungsprofessur für Bürgerliches Recht, Schwerpunkt Wirtschaftsrecht, Unternehmensrecht und Kartellrecht an der Universität Jena mitfinanziert. Eine weitere Stiftungsprofessur für Konzernmanagement besteht seit 1999 an der Humboldt-Universität zu Berlin.
Im Jahr 2005 wurde der Rudolf v. Bennigsen-Foerder-Hilfsfonds zur Ausbildung junger Menschen im Ruhrgebiet auf die Stiftung übertragen.
Ebenfalls seit 1989 vergibt das Land Nordrhein-Westfalen einen Rudolf von Bennigsen-Foerder-Preis für innovative Projekte von Nachwuchswissenschaftlern.